# (5893) Coltrane
(5893) Coltrane is een planetoïde in de planetoïdengordel. De planetoïde werd op 15 maart 1982 ontdekt door de Tsjechische astronome Zdeňka Vávrová in het Klet' Observatorium (IAU-Code 046) in Zuid-Bohemen. De planetoïde is vernoemd naar de beroemde Amerikaanse jazz-saxofonist John Coltrane.